# Грузов, Михаил Андреевич
Михаи́л Андре́евич Гру́зов (14 июня 1943, Киев — 14 октября 2008, там же) — украинский врач-эндокринолог, кандидат медицинских наук. Ведущий научный сотрудник Украинского научно-исследовательского института эндокринологии. Библиограф и библиофил, меценат. Десять лет (1998-до самой смерти) возглавлял интеллектуальный клуб любителей книги «Суббота у Бегемота». Член библиофильского клуба «Бироновы конюшни» (Санкт-Петербург), член Организации российских библиофилов (ОРБ).

## Биография

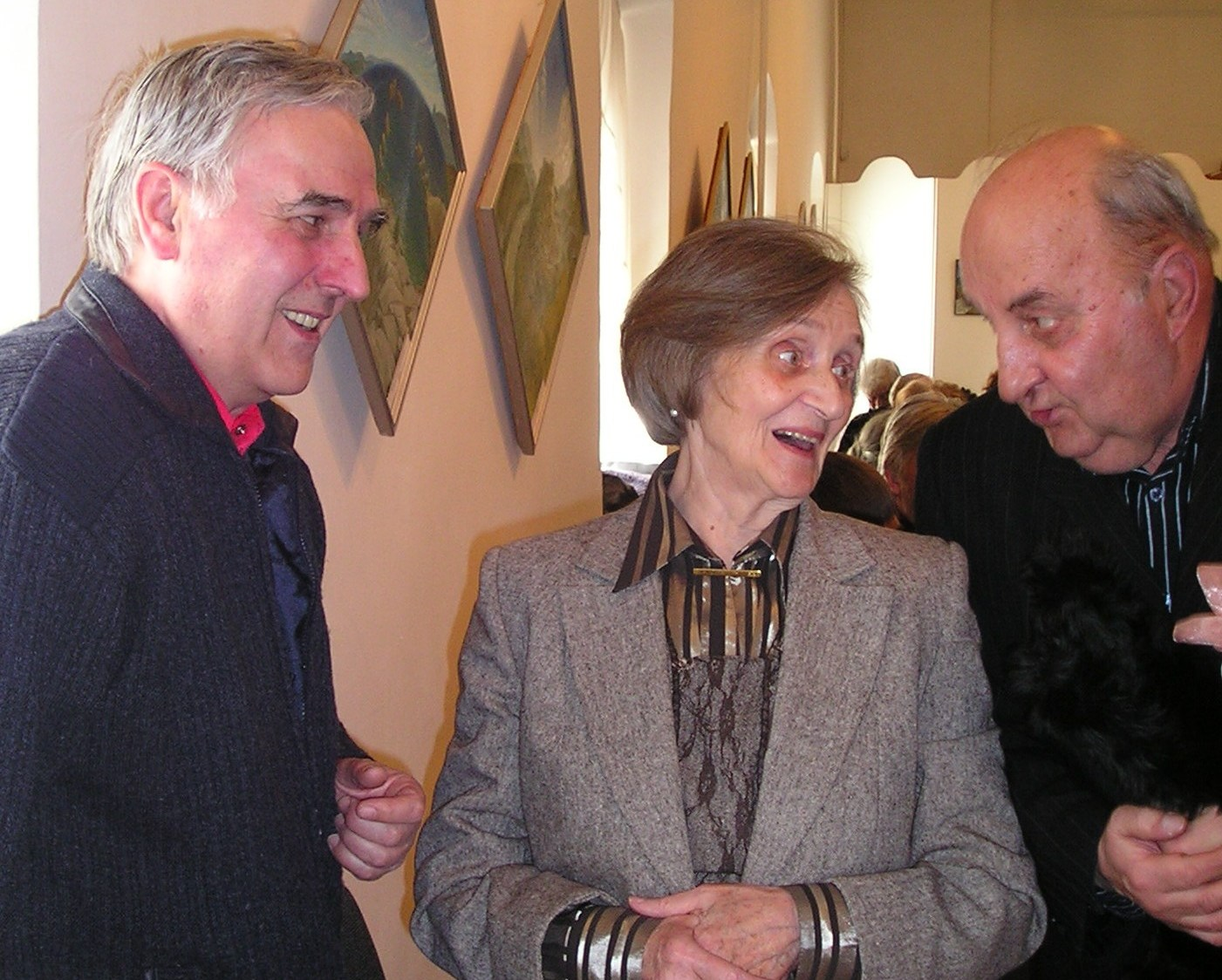
В. В. Ковалинский, врач-гомеопат, Заслуженный врач Украины Татьяна Демьяновна Попова и врач, библиофил Михаил Андреевич Грузов. 1 декабря 2007 года.

Михаил Грузов родился 14 июня 1943 года в Киеве в семье инженера и филателиста Андрея Николаевича Грузова (1918—1974) и Галины. Прадеды — художники Николай Пимоненко и Владимир Орловский, деды — хирург Михаил Коломийченко и отоларинголог Алексей Коломийченко.
Окончил киевскую среднюю школу № 91, а затем, в 1966 году окончил Киевский медицинский институт (лечебный факультет).
Без малого три десятка лет Михаил Андреевич единолично в домашнем издательстве «МАГ» (Михаил Андреевич Грузов) выпускал книги по теме книгопечатания, библиофильства, экслибрисов и воспоминаний. Был многолетним близком другом Якова Бердичевского.
Михаил Андреевич Грузов умер 14 октября 2008 года в Киеве, где и был похоронен на Байковом кладбище.

## Публикации
- Грузов М. А. Перелуння дитинства. — К., 2004.

## Увековечение памяти
Через год после смерти Михаила Андреевича был издан сборник посвящённый его памяти под названием «Дещо з родоводу. Пам’ять» (ISBN 978-966-8679-11-7). В книге приведены исследования Михаила Андреевича о ряде украинских медиков и художников, а также воспоминания о Михаиле Грузове.

Эта книга — дань памяти киевлянину в нескольких поколениях Михаилу Андреевичу Грузову. Протяжении отпущенных ему судьбой только 65 лет жизни он сделал много. Сделал незаметно и ненавязчиво, но утвердительно и животворно в разных направлениях нашего бытия. Врач, кандидат медицинских наук, специалист по проблемам кроветворения и одновременно — знаток украинского изобразительного искусства, исследователь искусства книги, библиофил, известный не только в Украине, но и за её пределами…Виталий Ковалинский.
Вышел ряд статей в память Михаила Грузова, вот некоторые из них:
- Акиньшин А., Ласунский О.. Обреченный на любокнижие. Библиофильские известия № 3.
- Киричев В.. Ушел Михаил Грузов — последний из могикан библиофилов. Библиофильские известия № 3.
- Шудря Н.. Светло жил книгочей… Пер. В. В. Ковалинского. Библиофильские известия № 3.
- Мильковицкий А.. Субботние зарисовки. Библиофильские известия № 3.
- Добко Т., Кончаковский А.. Библиофил, библиограф врач Михаил Грузов. Библиофильские известия № 3.
- Кислюк В.. Книжник с Рейтарской. Библиофильские известия № 3.
- Ракитянский А.. «Жить надо со всеми…». Библиофильские известия № 3.
- Бердичевский Я.. «Михаил Андреевич Грузов (1943—2008)». — Библиофилы России. М., 2009. Т. 6.